# Шихи, Сираджеддин
Сираджеддин Шихи (араб. سراج الدين الشيحي‎; род. 16 апреля 1970, Хаммам-Лиф, Бен-Арус) — тунисский футболист, выступавший на позиции полузащитника за сборную Туниса.

## Клубная карьера
Сираджеддин Шихи начинал свою карьеру футболиста в тунисском клубе «Хаммам-Лиф» из своего родного города. В 1993 году он перешёл в «Эсперанс», с которым четыре раза становился чемпионом страны и дважды обладателем Кубка Туниса. Сезон 2001/02 Шихи отыграл за эмиратский «Аль-Ахли», после чего вернулся в родной «Хаммам-Лиф».  Сезон 2005/06 полузащитник провёл за тунисскую «Гафсу», после чего завершил свою игровую карьеру.

## Карьера в сборной
Сираджеддин Шихи был включён в состав сборной Туниса на домашний Кубок африканских наций 1994, но на поле в рамках первенства так и не вышел. Он играл за Тунис на Кубке африканских наций 1998 в Буркина-Фасо, где провёл четыре матча: группового этапа с Ганой, ДР Конго и Того и четвертьфинала с хозяевами турнира. В последнем Шихи не реализовал свой удар в затяжной серии пенальти.
Сираджеддин Шихи был включён в состав сборной Туниса на чемпионат мира по футболу 1998 года во Франции, где выходил в основном составе во всех трёх играх своей команды на турнире: с Англией, Колумбией и Румынией.
На Кубке африканских наций 2000 в Гане и Нигерии Шихи провёл все шесть матчей Туниса на турнире, который стал четвёртым, проиграв по серии пенальти матч за третье место ЮАР.

## Достижения
«Эсперанс»
- Чемпион Туниса (4): 1993/94, 1997/98, 1998/99, 1999/00
- Обладатель Кубка Туниса (2): 1996/97, 1998/99

«Аль-Ахли»  
- Обладатель Кубка ОАЭ: 2001/02